# Béguinage d'Amsterdam

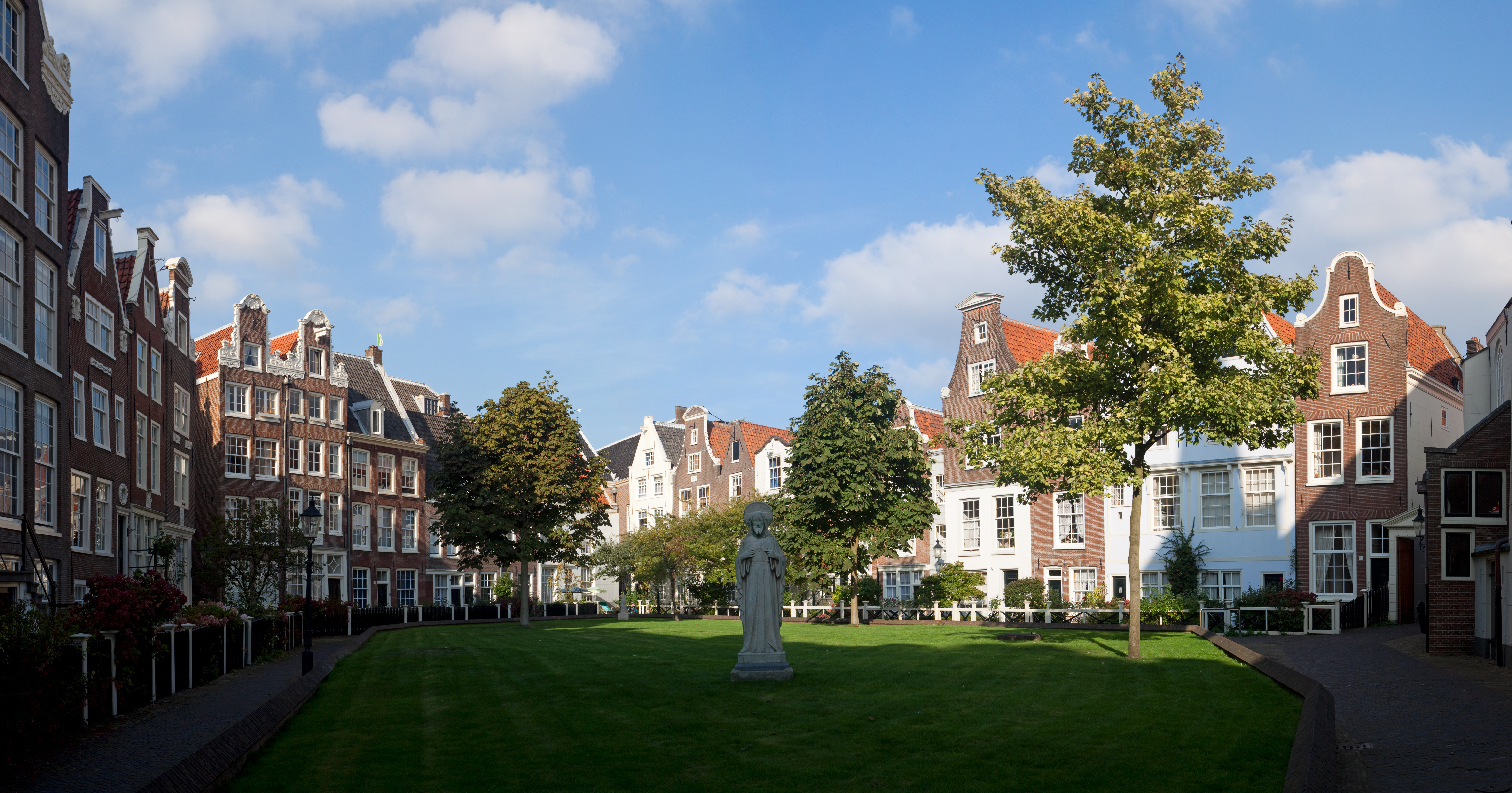
Vue d'une partie du Begijnhof. Les espaces situés derrière la pelouse sont des jardins privés.

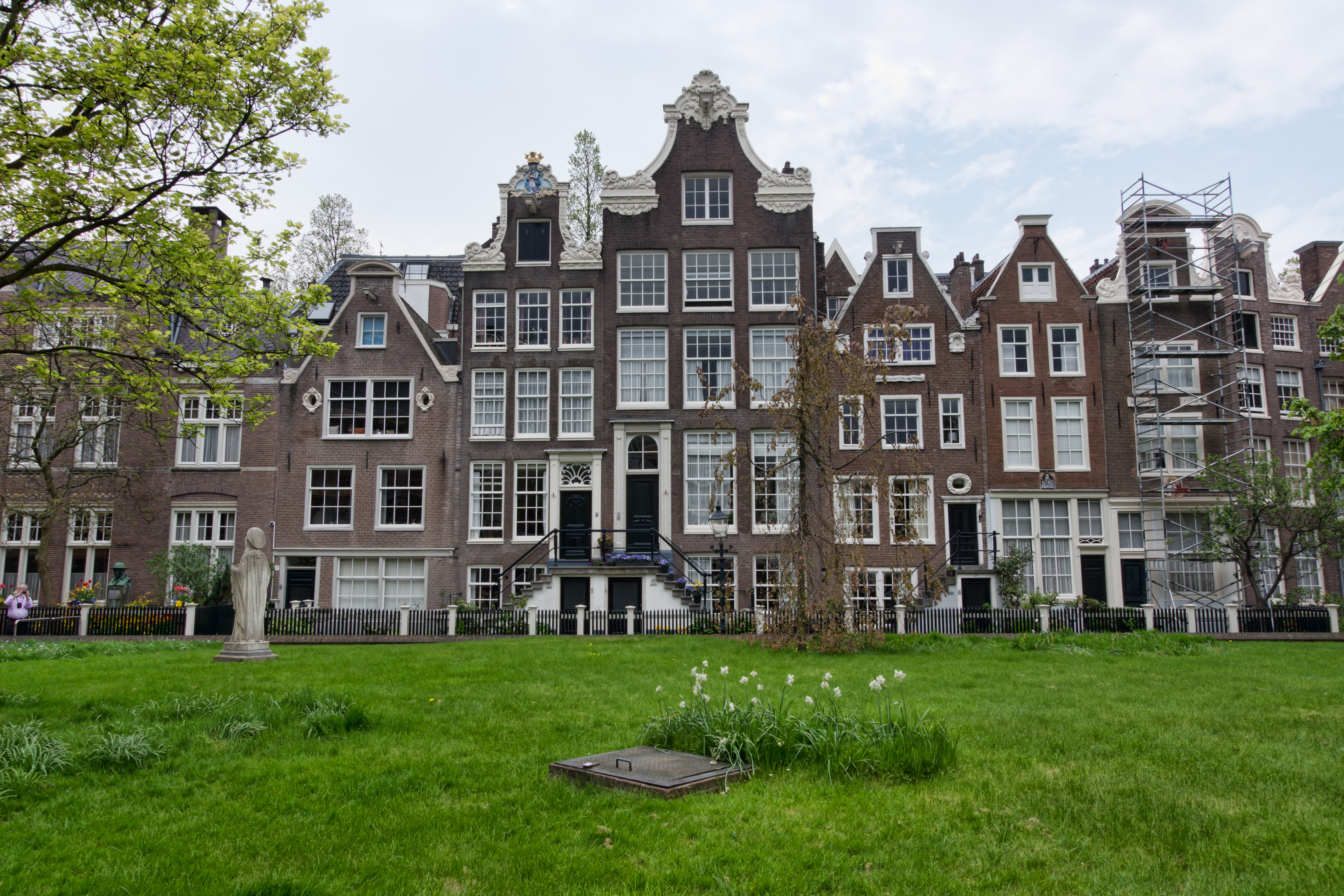
Maisons typiques du béguinage d'Amsterdam.

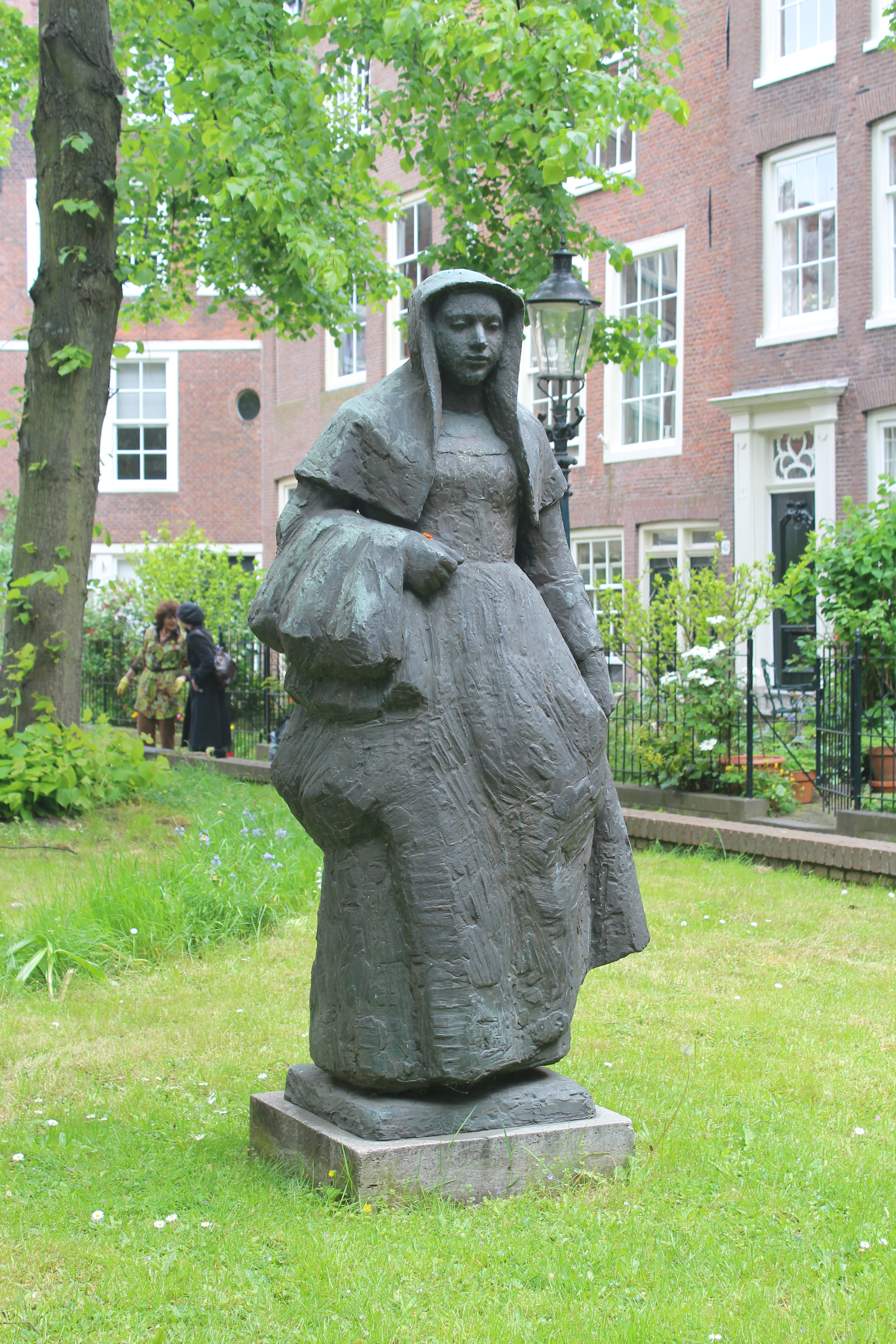
Statue d'un béguine dans la cour Begijnhof, Amsterdam

Le béguinage d'Amsterdam (« Begijnhof » en néerlandais) est l'une des plus anciennes cours intérieures de la ville. Composée d'un ensemble de bâtiments, dont la plupart sont aujourd'hui des habitations privées, le béguinage abrite également l'Église réformée anglaise d'Amsterdam (De Engelse Hervormde Kerk) construite au XIVe siècle, qui sert de chapelle, ainsi que la plus vieille maison de la ville encore debout, la « Maison de Bois » (Het Houten Huys) construite vers 1528. La dernière béguine à y avoir habité est morte le 23 mai 1971.
Le béguinage constitue une attraction touristique importante en raison de son caractère insolite et de la quiétude qui y règne, à quelques pas seulement de la Kalverstraat, l'une des rues les plus animées de la ville.

## Histoire
Le Begijnhof est la seule cour intérieure de la ville d'Amsterdam à avoir été construite pendant le Moyen Âge, et donc à être située à l'intérieur de l'espace délimité par le Singel, le canal de la ceinture de canaux située le plus au centre. En conséquence, le béguinage est situé à une hauteur « médiévale », c'est-à-dire environ un mètre en dessous du niveau du reste de la vieille ville.
La date exacte de construction du Béguinage n'est pas connue avec certitude. En 1346, les béguines vivaient toujours dans une maison (un document de l'époque mentionnant une « maison aux béguines » ou beghynhuys). La première mention d'une cour remonte à 1389, probablement après que la réputation religieuse de la ville crut à la suite du miracle eucharistique de 1345, qui se produisit sur la Kalverstraat voisine.
Initialement, le béguinage était entièrement entouré par de l'eau (là où se trouvent aujourd'hui le Nieuwezijds Voorburgwal, le Spui et le Begijnensloot, le « Fossé des béguines ») et possédait une unique entrée baptisée « Passage des béguines » (Begijnensteeg), qui comportait un pont au-dessus du Begijnensloot. La seconde entrée située sur le Spui ne fut quant à elle ajoutée qu'au XIXe siècle.